# بشر چیست
بشر چیست (به انگلیسی: What Is Man) رمانی است که توسط مارک تواین، نویسندهٔ اهل آمریکا در سال ۱۹۰۶ نوشته شده‌است.
این کتاب که سال ۱۳۹۴ با ترجمه محمدحسن گنجی و از سوی نشر فرهنگ جاوید منتشر شده‌است، مایه‌هایی فلسفی در قالب دیالوگ سقراطی دارد و خواننده را فارغ از عقاید بحث‌برانگیز نویسنده، با چهره دیگری از تواین و همچنین بصیرت‌های گاه تکان‌دهنده او آشنا می‌کند. مارک تواین ۲۵ سال بر روی این کتاب کار کرده‌است و آن را کتاب مقدس خصوصی خود خوانده‌است.